# Ernest Peter Arnold Fernando
Sir Ernest Peter Arnold Fernando, CBE (1919 - 1957) foi um empresário de Ceilão e proprietário de uma mina. Ele era o dono das minas de Bogala, uma das maiores minas de grafite de Ceilão. Patrono das artes, ele presenteou o prédio para estabelecer a primeira escola de dança nacional, a Kalayathanaya de Chitrasena.
Casou-se com Gymara Wickramasooriya, filha de Jandoris Wickramasooriya e Celestina de Silva. O Troféu Sir Ernest Fernando é concedido anualmente pelo Royal Colombo Golf Club. Ele fundou o Carlton Club Moratuwa em 1923. Ele foi nomeado Comandante da Ordem do Império Britânico (CBE) nas honras de aniversário de 1954 e foi nomeado Cavaleiro Bacharel nas honras de aniversário de 1955 pelos serviços sociais. O seu sobrinho, Gerald Wickremasooriya, foi o responsável pela criação da primeira grande gravadora do Sri Lanka, a Sooriya Records.